# Tenuipalpus eucleae
Tenuipalpus eucleae är en spindeldjursart som beskrevs av Meyer 1979. Tenuipalpus eucleae ingår i släktet Tenuipalpus och familjen Tenuipalpidae. Inga underarter finns listade i Catalogue of Life.